# City Hunter (série télévisée)
Cet article concerne la série télévisée. Pour le manga, voir City Hunter.
City Hunter (en coréen : 시티헌터) est une série télévisée sud-coréenne en vingt épisodes de 60 minutes diffusé du 25 mai au 28 juillet 2011 sur SBS.

## Synopsis
En 1983, le président sud-coréen et ses délégués visitent la Birmanie où une bombe posée par des agents nord-coréens explose, tuant certains hauts fonctionnaires. Cet événement historique est appelé l'attentat de Rangoun. Pour riposter, un groupe de cinq responsables sud-coréens planifie une opération secrète pour entrer en Corée du Nord et tuer plusieurs membres supérieurs du haut commandement du Nord, nom de code Clean Sweep.
Lee Jin-pyo et Park Moo-yul, deux gardes du corps présidentiels de sécurité de service et les meilleurs amis qui étaient présents à l'attentat, montent une équipe de 21 hommes pour la mission. Cependant, alors que l'équipe fait des ravages à Pyongyang, les responsables abandonnent le plan afin d'éviter une crise internationale si la mission est découverte. Leur préoccupation majeure est que les États-Unis les retire de leur protection nucléaire si la mission est rendue publique.
L'opération est un succès, mais alors que les troupes nagent de Nampo à un sous-marin de la Marine de la république de Corée assigné pour leur extraction, des tireurs d'élite positionnés sur le sous-marin ouvrent le feu sur eux. Park, déjà blessé, sacrifie sa vie pour sauver Lee. Lee nage jusqu'au rivage et retourne en Corée du Sud, où il découvre que le service de l'équipe d'assaut et les dossiers personnels ont été effacés.

Jurant de se venger de ses camarades tombés au combat, Lee enlève le fils de Moo-yul. Il fuit vers le Triangle d'Or pour élever l'enfant comme le sien et forme le garçon intensivement au combat. À la suite de l'attaque d'un village, ils fuirent. Jin-pyo avoue son plan à long terme pour se venger de l'enfant, Lee Yoon Sung (Lee Min Ho).
Sept ans plus tard, après avoir terminé avec succès ses études universitaires et obtenu un doctorat aux États-Unis à l'Institut de Technologie du Massachusetts, Yoon-sung retourne en Corée du Sud, pour accomplir le plan de son père pour se venger. Il entre à la Maison Bleue comme expert en informatique dans l'équipe du Réseau national de communication. Il est averti par Jin-pyo de ne faire confiance à personne et de ne jamais tomber amoureux, car cela pourrait mettre les gens autour de lui en danger.
Tout en travaillant à la Maison Bleue, l'intrigue prend son envol après que Yoon-sung ait rencontré le garde du corps présidentiel, Kim Nana. Finalement, Kim lui permet de prendre sa revanche, car ils découvrent qu'ils ont le même objectif. Les problèmes surviennent lorsque Jin-pyo intervient, notamment quand Yoon-sung défie son père adoptif à plusieurs reprises, alors qu'ils tentent d'identifier et tuer les responsables de l’opération Clean Sweep, connu comme le Conseil des Cinq (Council of Five).

## Distribution

### Acteurs principaux

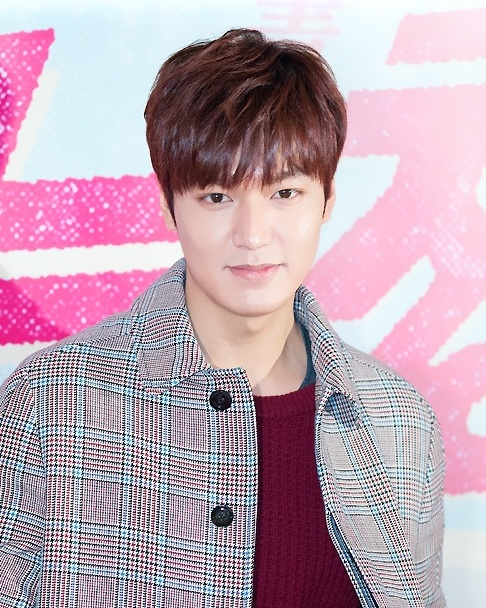
Lee Min-ho, l'acteur principal du drama.

- Lee Min-ho - Lee Yoon Sung / John Lee / Poo Chai
- Park Min Young - Kim Nana
- Lee Joon Hyuk - Kim Young Joo
- Kim Sang-Jung - Lee Jin Pyo / Steve Lee
- Kim Sang Ho - Bae Shik Joong / Bae Man Deok
- Jung Joon - Kim Sang Gook (acolyte de Jin Pyo)
- Lee Seung Hyung - Song Young Duk
- Baek Seung Hyun - Park Ho Shik
- Yang Jin Sung - Shin Eun Ah (garde du corps, amie de Nana)
- Lee Kwang-soo - Go Ki Joon
- Chun Ho Jin - Choi Eung Chan (Président, père biologique de Yoon Sung)
- Choi Il Hwa - Kim Jong Shik (président de Myung Moon University, père de Young Joo)
- Choi Sang Hoon - Seo Yong Hak (Ministre de la Défense)
- Lee Hyo Jung - Lee Kyung Wan (sénateur)
- Choi Jung Woo - Cheon Jae Man (businessman)

### Acteurs secondaires

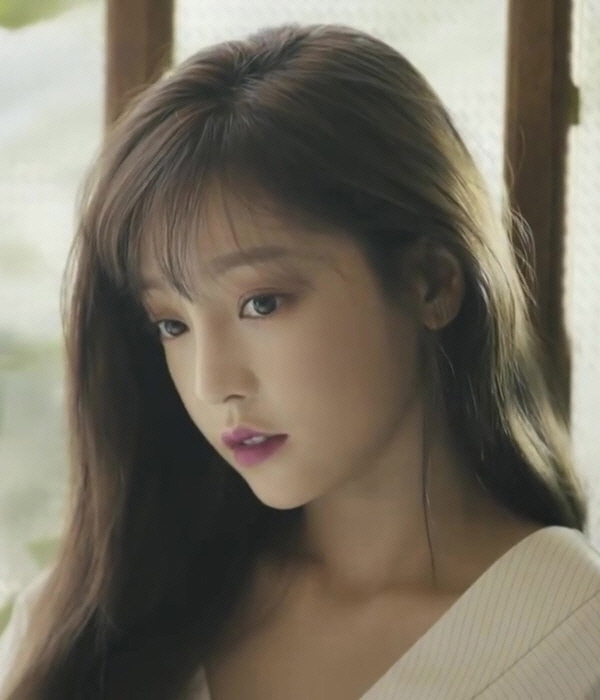
Goo Hara, membre du groupe Kara, campe l'un des seconds rôles remarqués de City Hunter.

- Hwang Sun Hee - Jin Soo Hee (vétérinaire, ex-femme de Young Joo)
- Goo Hara - Choi Da Hye (fille du président)
- Kim Mi Sook - Lee Kyung Hee (mère de Yoon Sung)
- Kim Byung Choon - Jang Woo Hyun
- Shin Young Jin (신영진) - Kim Mi Ok (tante de Nana)
- Choi Sung Ho - Jang Pil Jae
- Sung Chang Hoon (성창훈) - Suk Doo Shik (acolyte de Cheon Jae Man)
- Maeng Bong Hak (맹봉학) - père de Nana
- Park Sang Min - Park Moo Yul (époux de la mère de Yoon Sung)
- Min Young Won - Min Hee
- Yoon Ye Hee - Yong
- Kim Byung-choon - Jang Woo-hyun
- Shin Young-jin - Kim Mi-ok
- Chae Sang-woo - Lee Yoon Sung / John Lee / Poo Chai (jeune)

## Diffusion internationale
- SBS (2011)
- SBS International
- All TV
- KNTV
- ABS-CBN (2012)
- Indosiar/ONE TV ASIA
- Channel 7 (Thaïlande)
- i-CABLE Entertainment Channel/CABLE No. 1 Channel/i-CABLE HD/TVB J2
- Xing Kong
- KZTV - Gong (chaîne de télévision)
- MediaCorp Channel U/ONE TV ASIA
- 8TV/ONE TV ASIA
- DTV
- MBC Action

## Support physique
Un coffret DVD est édité en France courant 2013 par Dramapassion.

## Autres versions
- City Hunter, un manga de Tsukasa Hōjō.
- Nicky Larson

### Sources
- (en) Cet article est partiellement ou en totalité issu de l’article de Wikipédia en anglais intitulé « City Hunter (TV series) » (voir la liste des auteurs).